# Royaume d'Ava
1364–1527
Entités précédentes :
- Royaume de Pinya
- Royaume de Sagaing

Entités suivantes :
- Dynastie Taungû

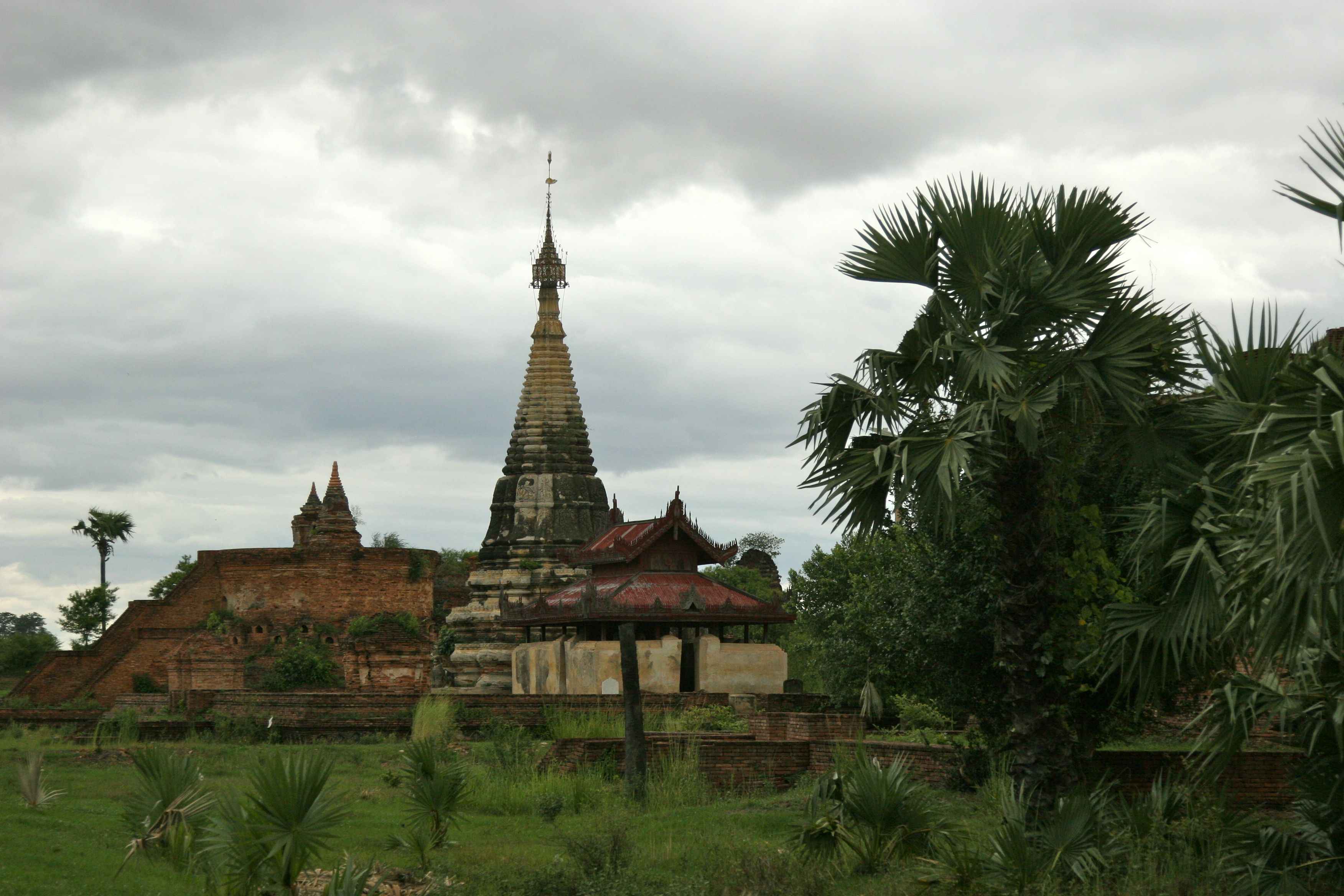
Ruines d'Ava (2009)

Le nom « royaume d'Ava » a été utilisé par les Occidentaux pour désigner les royaumes birmans qui se sont succédé en Birmanie (Myanmar) du XIVe au XIXe siècle : ceux-ci eurent souvent (mais pas exclusivement) la ville d'Ava comme capitale.
Le royaume d'Ava proprement dit est le premier d'entre eux, fondé en Haute-Birmanie en 1364 et abattu par les Shans en 1527.

## Histoire
Une période d'instabilité avait suivi la chute du royaume de Pagan devant les mongols en 1287. En Birmanie centrale étaient apparus plusieurs petits états, dont le royaume de Pinya en 1312 et celui de Sagaing en 1315. Tous deux furent détruits par les Shans en 1364. Lorsque le roi birman Thadominbya décida la même année de fonder sa nouvelle capitale, il choisit un site moins vulnérable que ne l'avaient été Pinya et Sagaing : une île artificielle créée sur la rive orientale de l'Irrawaddy en creusant un canal entre ce fleuve et son affluent la Myitnge.
Le royaume d'Ava rétablit la puissance birmane, revitalisa la culture du royaume de Pagan et ouvrit une période faste de la littérature birmane. Il essaya en vain de reconstituer le royaume de Pagan et de s'ouvrir un accès à la mer aux dépens des Môns du royaume d'Hanthawaddy au cours de la guerre de Quarante ans (1385–1424). Manquant de frontières faciles à défendre, il fut perpétuellement en guerre avec les Shans dans l'Est et à la frontière avec le Yunnan actuel. Les Shans lancèrent de nombreux raids contre la capitale, qui envoya de nombreuses expéditions contre les principautés du Nord comme Mong Mao. La dynastie Ming essaya à plusieurs reprises de mettre un terme à ces affrontements par la diplomatie. Le royaume d'Ava fut même impliqué dans des guerres entre Thaïs et Chinois au Yunnan entre 1436 et 1449.
En 1527, une coalition de princes shans menée par Sawlon, saopha de Mohnyin, prit Ava, ce qui mit un terme à la dynastie. De nombreux birmans se réfugièrent à Taungû, où ils participèrent à l'essor de la dynastie Taungû et à la création du Second Empire birman.

## Liste des souverains (1364–1555)
Cette liste comporte des souverains Birmans, puis Shans à partir de 1527. En 1555, Ava fut reprise par le roi birman Bayinnaung.
| Nom              | Dates de règne | Relation           | Notes                                                     |
| Thadominbya      | 1364-1367      |                    | fondateur                                                 |
| Swasawke         | 1367-1400      |                    | descendait à la fois de la dynastie de Pagan et des Shans |
| Tarabya          | 1400           | fils               |                                                           |
| Minkhaung I      | 1400-1422      | fils de Swasawke   |                                                           |
| Thihathu         | 1422-1425      | fils               | assassiné                                                 |
| Minhlange        | 1425           | fils               | assassiné                                                 |
| Kale Kyetaungnyo | 1425-1426      | oncle              |                                                           |
| Mohnyin Thado    | 1426-1439      |                    |                                                           |
| Minyekyawswa     | 1439-1442      | fils               |                                                           |
| Narapati         | 1442-1468      | frère              |                                                           |
| Thihathura I     | 1468-1480      | fils               |                                                           |
| Minkhaung II     | 1480-1501      | fils               |                                                           |
| Shwenankyawshin  | 1501-1527      | fils               | dernier roi birman                                        |
| Thohanbwa        | 1527-1542      |                    | début de la domination Shan                               |
| Hkonmaing        | 1542-1545      |                    | prince de Thibaw                                          |
| Mobye Narapati   | 1545-1551      | fils               | prince de Mobye (Mong Pai)                                |
| Sithu Kyawhtin   | 1551-1555      | frère de Thohanbwa | prince de Salin                                           |